# Rothenberg bei Burguffeln
Der Rothenberg bei Burguffeln ist ein FFH- und Naturschutzgebiet in der hessischen Kleinstadt Grebenstein im Landkreis Kassel.

## Allgemeines
Das Naturschutzgebiet mit der Gebietsnummer 1633011 ist 27,8 Hektar groß. Es ist zu einem großen Teil deckungsgleich mit dem gleichnamigen, 27,47 Hektar großen FFH-Gebiet. Das Gebiet steht seit dem 9. August 1983 unter Naturschutz.

## Beschreibung
Das aus drei Teilgebieten bestehende Naturschutzgebiet liegt westlich von Immenhausen. Es umfasst drei Teichgebiete in der Niederung der Esse bzw. eines ihr zufließenden Bachs mit daran angrenzenden Flächen sowie teilweise Hangbereiche des Rothenbergs. Bei den drei Teilgebieten handelt es sich (von Süden nach Norden) um die Bereiche „Rothenküler Teich“ (circa 17,2 Hektar groß), „Tonkaule“ (circa 9,3 Hektar groß) und „Lindenmühle“ (circa 1,3 Hektar groß). Die großen Teiche der beiden südlichen Teilgebiete sind mittelalterlichen Ursprungs und wurden früher als Fischteiche genutzt, die Teiche im Teilgebiet „Lindenmühle“ und der kleine Teich in der „Tonkaule“ wurden 1983 als Naturschutzmaßnahme angelegt.
An die Teiche schließen sich Röhrichtflächen, Großseggenriede, Hochstaudenfluren und zum Teil feuchte Grünländer sowie Gehölze, in Hanglage teilweise auch kleine Wälder, an. Im Gebietsteil „Lindenmühle“ sind die Teiche vollständig von Erlenauwald mit Schwarzerle als dominierende Baumart umgeben. Nur fragmentarisch ist am Rothenküler Teich ein Weidenauwald mit Mandel- und Korbweide ausgebildet. In den Verlandungs- und Uferzonen der Teiche siedeln unter anderem Schilf, Ästiger Igelkolben, Wasserschwaden, Bittersüßer Nachtschatten und Echte Zaunwinde. Die Seggenriede werden von der Sumpfsegge gebildet. Dazu gesellen sich Sumpfschachtelhalm, Wasserknöterich und Breitblättriger Rohrkolben.
Die Grünländer beherbergen je nach Standort unter anderem Breitblättriges Knabenkraut, Heidenelke, Turmkraut, Kriechquecke, Gewöhnliches Bitterkraut, Jakobsgreiskraut und Ackerwinde.
Das Naturschutzgebiet ist Lebensraum verschiedener Vögel, Amphibien, Libellen und Schmetterlinge. So sind hier beispielsweise die Brutvogelarten Rohrweihe, Höckerschwan, Blässhuhn, Wasserralle, Zwergtaucher, Rohrammer, Sumpfrohrsänger und Teichrohrsänger heimisch. Amphibien sind durch Kammmolch, Bergmolch, Fadenmolch, Teichmolch, Teichfrosch, Grasfrosch und Erdkröte vertreten. Die Libellenfauna ist artenreich und umfasst unter anderem Große Königslibelle, Gemeine Smaragdlibelle, Große Pechlibelle, Frühe Adonislibelle, Große Binsenjungfer, Hufeisen-Azurjungfer und Gemeine Becherjungfer. Die Grünländer sind teilweise Lebensraum verschiedener Schmetterlinge, darunter Admiral, Aurorafalter, C-Falter, Distelfalter, Großes Ochsenauge, Kleines Wiesenvögelchen, Kleiner Feuerfalter, Kleiner Fuchs, Kleiner Perlmuttfalter und Schachbrett.
Die Teilbereiche des Naturschutzgebietes sind größtenteils von landwirtschaftlichen Nutzflächen umgeben.

## Bilder

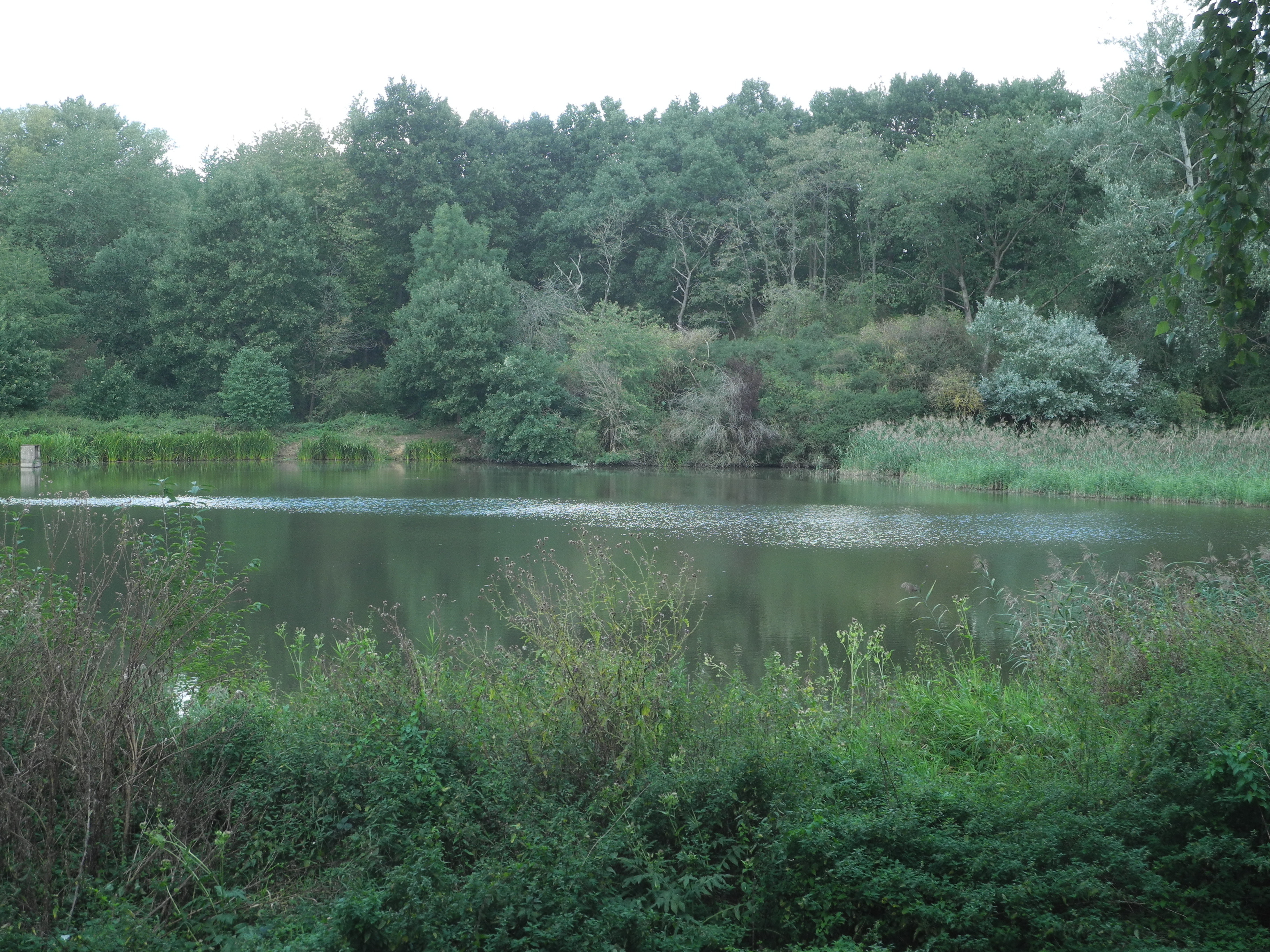
Rothenküler Teich
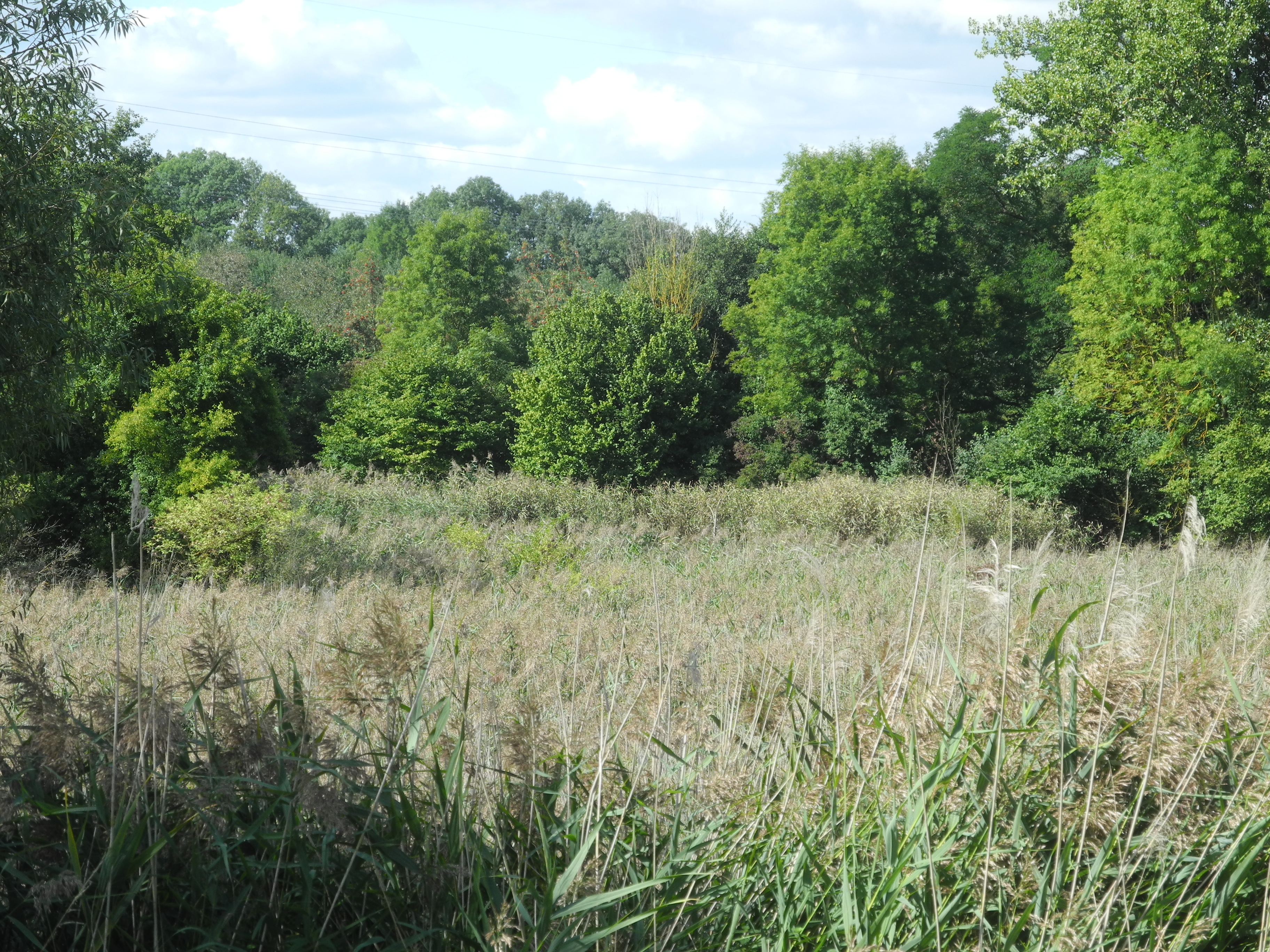
Tonkaule
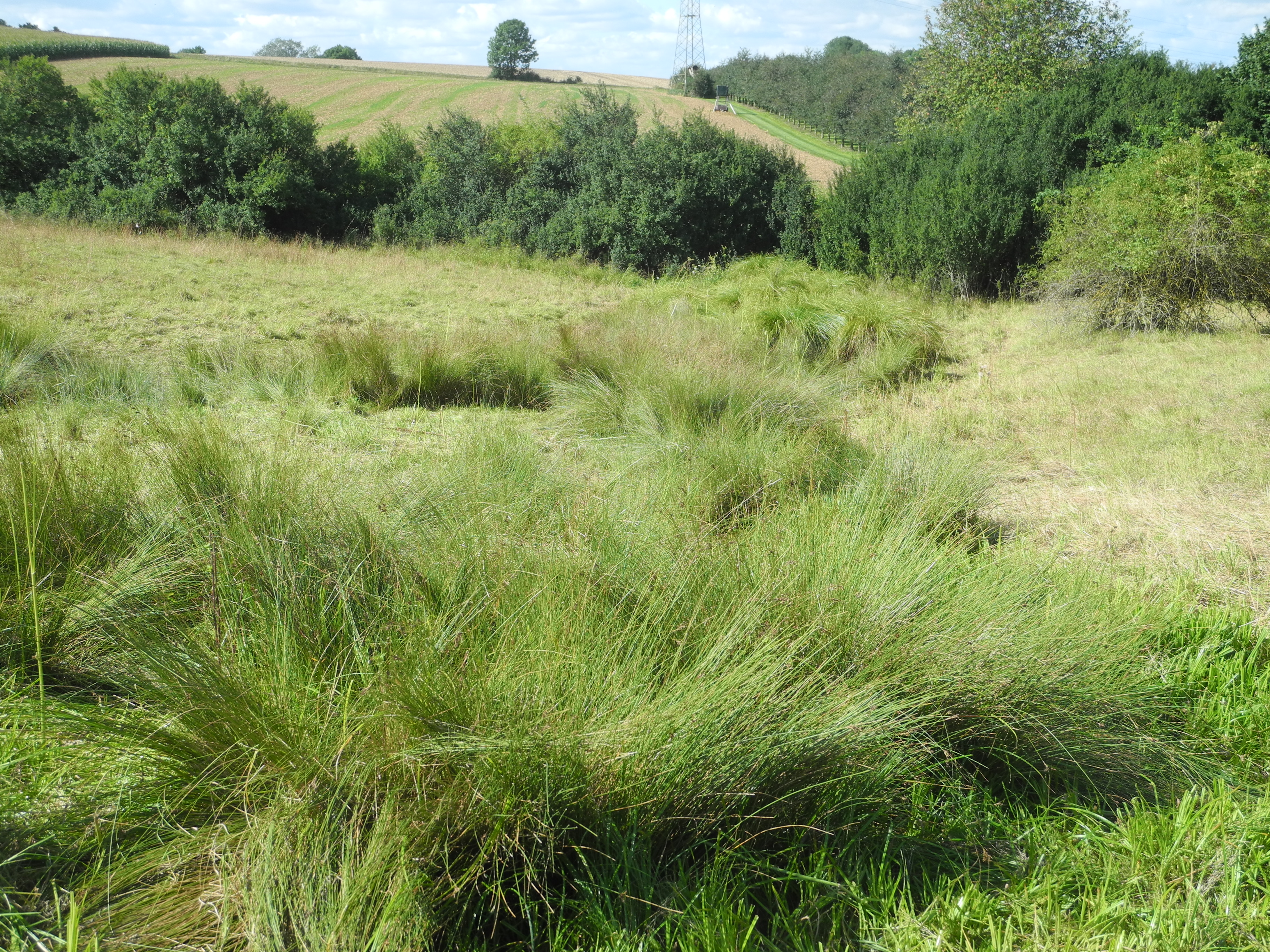
Tonkaule
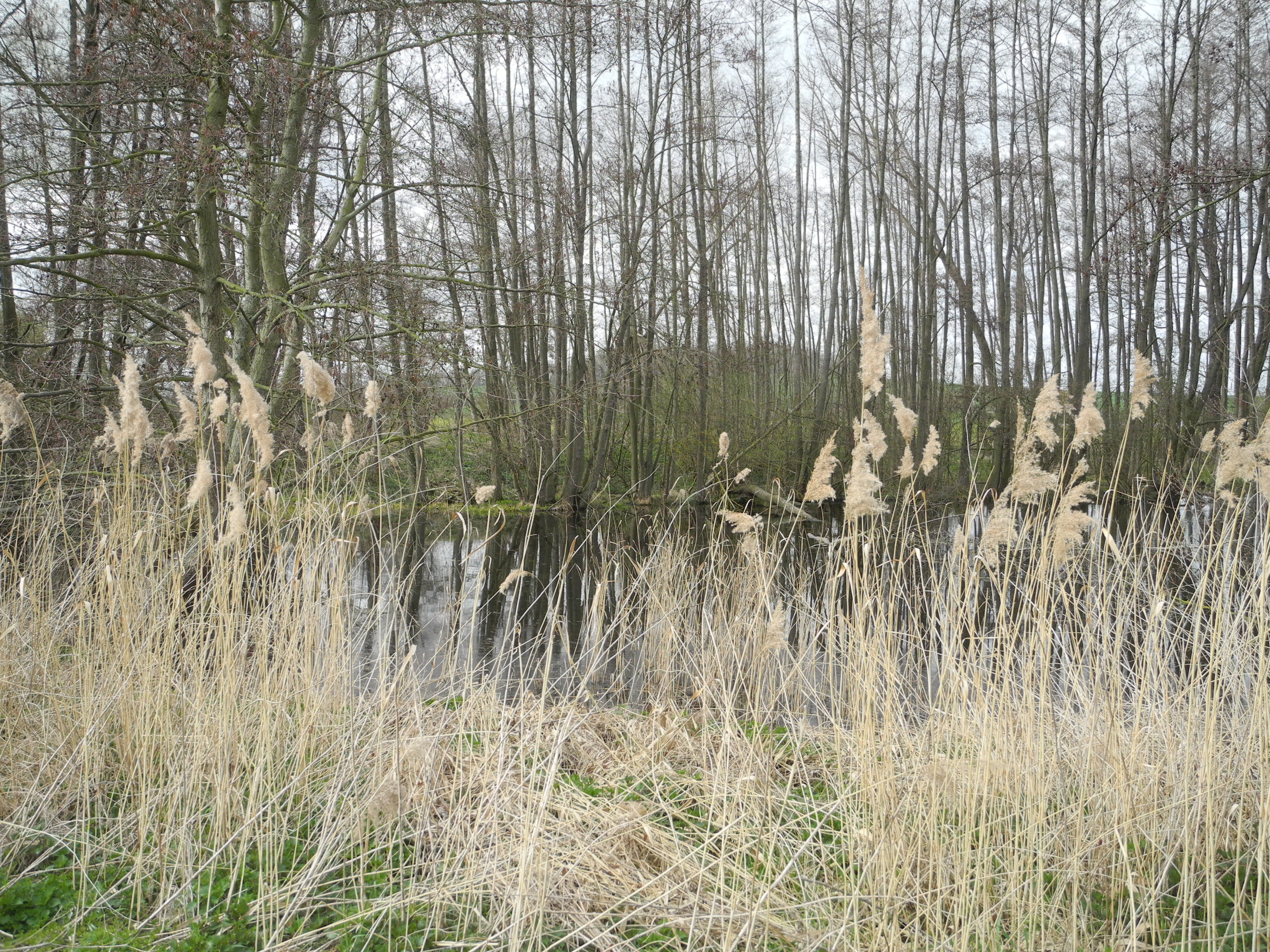
Lindenmühle